# Бурыкин, Кирилл Александрович
Кири́лл Алекса́ндрович Буры́кин (род. 6 августа 1998, Старый Оскол, Белгородская область, Россия) — российский футболист, полузащитник «Амкара».

## Карьера
Воспитанник московского «Динамо». Выступал за молодёжный состав «бело-голубых» и за фарм-клуб. 
Летом 2018 года перешёл в латвийский «Вентспилс». В латвийской Высшей лиге дебютировал 23 сентября в матче против «Валмиеры» (6:1). По итогам сезона стал вице-чемпионом страны и финалистом национального Кубка. 
В 2019—2021 годах защищал цвета белгородского «Салюта». В июле 2021 года пополнил ряды саратовского «Сокола». В июне 2023 года подписал контракт с пермским «Амкаром». 
В начале 2025 года перешел в команду Медиалиги «Lotus». 
Спустя полгода, летом 2025 года Бурыкин вернулся в профессиональный футбол и перешел в «Уралец-ТС» из Нижнего Тагила.

## Достижения
- Серебряный призёр чемпионата Латвии: 2018
- Финалист Кубка Латвии: 2018
- Победитель 3-й группы Второй лиги России: 2022/2023
- Серебряный призёр Второй лиги России (2): 2021/2022 (3-я группа), 2024 (4-я группа)